# 莫奇馬國家公園
莫奇馬國家公園是委內瑞拉的國家公園，位於該國東北部，由安索阿特吉州和蘇克雷州負責管轄，面積949平方公里，受半乾旱氣候影響，始建於1973年12月19日。

## 外部連結
- http://www.parkswatch.org/parkprofile.php?l=eng&country=ven&park=monp （页面存档备份，存于）